# DJ Marfox
DJ Marfox é o nome artístico de Marlon Silva. Influenciado pelos ritmos africanos do kuduro, kizomba, funaná e tarraxinha, DJ Marfox misturou-os com os sons urbanos do house e techno para criar uma música original que Jorge Pinho descreve como “uma derivação lisboeta do kuduro sem vozes”.
Com o objetivo de divulgar a música que ele e os amigos faziam nos seus quartos e tocavam nas festas que eles próprios organizavam nos bairros dos arredores de Lisboa, DJ Marfox fundou, juntamente com o DJ Pausas e o DJ Fofuxo, o projeto DJs do Guetto que, em 2006, publicou a compilação DJ's do Ghetto Vol. I considerada como o primeiro álbum desse novo som afro-português, que os produtores locais apelidaram de "batida" ou "batucada" e os jornalista estrangeiros descrevem como "ghetto sound of Lisbon". 
Este som, que “nasceu” nos bairros da periferia lisboeta e começou por ser tocado em muitas Noites Africanas da mesma cidade rapidamente ultrapassou as fronteiras portuguesas e é hoje apresentado em festivais e clubes europeus mas também do outro lado do Atlântico, no Brasil e Estados Unidos da América.
DJ Marfox é a figura principal do conjunto de músicos da chamada segunda geração de emigrantes das ex-colónias africanas, já nascidos e criados em Portugal, frequentemente em bairros sociais dos arredores da capital do país que, inspirados pela música das suas origens familiares (especialmente o kuduro angolano e o funaná cabo-verdiano), criaram a “batida” que tem vindo a conquistar os fãs da música eletrónica de todo o mundo.

## Carreira
Marlon Silva nasceu em Lisboa em junho de 1988, filho de emigrantes de São Tomé e Príncipe. Quando começa a atuar como DJ em 2001, Marlon adota como nome artístico a alcunha que tinha forjado anos antes para si e que "cola" o apelido do herói do seu vídeo-jogo favorito Star Fox da Nintendo à primeira sílaba do seu nome, passando a ser conhecido como DJ Marfox.
A primeira música que edita oficialmente chama-se "Funk em Kuduro" e saiu na compilação DJ's do Ghetto Vol. I que foi publicada na eMule. Considerada como o álbum de lançamento da “batida”, esta compilação — que a Príncipe Discos re-editou em 2013 — fez história na música de dança portuguesa devido à forma e rapidez com a qual se propagou através dos meios digitais.
Em 2007, graças à produtora de concertos Filho Único DJ Marfox entra em contacto com a recém-criada editora discográfica Príncipe Discos que começa a gerir a sua carreira.
A internacionalização começa em julho de 2009 no Festival Exit Adventure que se realiza anualmente na Sérvia. E em outubro de 2013, DJ Marfox foi convidado para participar num dos festivais de vanguarda da música eletrónica, o festival polaco Unsound.
Em 2014, DJ Marfox edita o EP Lucky Punch na editora americana Lit City Trax e em junho do mesmo ano a revista Rolling Stone destaca-o como um dos artistas a seguir. No verão, DJ Marfox é convidado para atuar em Nova Iorque, na Red Bull Music Academy e na prestigiosa série de concertos de verão organizados pelo MoMA PS1 que pretende divulgar um leque variado de artistas das artes performativas, música e som que se destacam por serem inovadores na exploração, interpretação e combinação de géneros. Ainda em agosto de 2014, a revista da especialidade DAZED listou o álbum Lucky Punch como um dos 10 melhores álbuns do mês. Já no final de 2014, DJ Marfox produziu uma remix da música "Water Fountain" da tUnE-yArDs que inclui as vozes da banda brasileira Pearls Negras.
O álbum Revolução 2005-2008, descrito como “um retrato fiel do vibrante período inicial do produtor”, foi lançado em Portugal no dia 16 de março de 2015.
A internacionalização deste músico português é reforçada no início de 2015 quando a editora discográfica independente inglesa Warp abre a série de EPs de batida precisamente com o tema Take Off.
No verão de 2015, a Câmara Municipal de Loures atribui a DJ Marfox a Medalha Municipal de Mérito em reconhecimento pelo seu trabalho musical e de promoção cultural feito em articulação estreita com as suas raízes urbanas.

## Discografia

### Álbuns
- Eu Sei Quem Sou (Príncipe, 2011)
- Artist Unknown (Pollinaire, 2012)
- Subliminar (Enchufada, 2013)
- Lucky Punch (Lit City Trax, 2014)
- Revolução 2005-2008 (NOS, 2015)

### Compilações
- Distortion Ass Mix — 'SPIN 05.07.2012[15]
- Dazed Digital - DJ Marfox Mix — DAZED DIGITAL 03.2014[16]
- The Ghetto Sound of Lisbon — Resident Advisor 10.03.2014[17]
- MOMA PS1 Warm Up Mix — Pitchfork 29.08.2014[18]

Músicas em Coletâneas
- "Funk em Kuduro" — in DJ's do Ghetto Vol. I (eMule, 2006) / (Príncipe Discos, 2013)
- "Take Off" — in Caarga1 (EP, Warp Records, 05/04/2015)